# Vlaams Nationaal Jeugdverbond

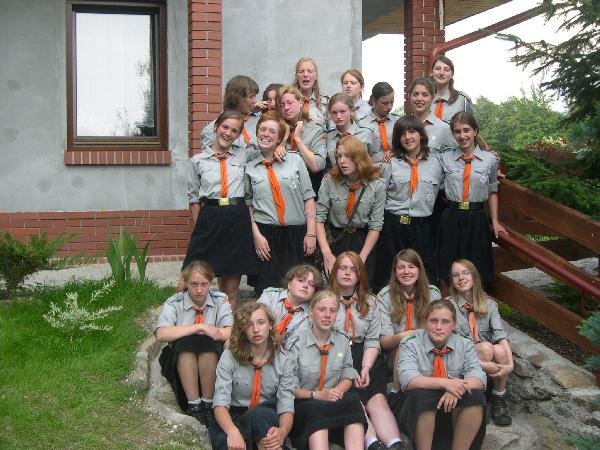
Gruppo di soci VNJ in uniforme

L'Alleanza della Gioventù nazionale-fiamminga (in olandese: Vlaams Nationaal Jeugdverbond, VNJ) è un movimento giovanile nazionalista fiammingo, considerato la più grande organizzazione giovanile di estrema destra nelle Fiandre. Ha più di 2.500 membri da 6 a 15 anni e quasi 300 supervisori. È stato creato nel 1961 da Jaak Van Haerenborgh.

## Storia del movimento

### Origine
Il fondatore dell'Alleanza della Gioventù nazionale-fiamminga, Jaak van Haerenborgh (Anversa 1919/03/04 - Deurne 1/6/2004) è stato sensibilizzato al nazionalismo fiammingo all'interno della cerchia familiare. Nel 1936, era un attivista del Algemeen Vlaams Nationaal Jeugdverbond (AVNJ), un'organizzazione giovanile politica nazionalista fiamminga per i ragazzi, che si è fusa con diverse organizzazioni giovanili del movimento nazionalsocialista nel 1941: la Gioventù fiamminga (Vlaamse Jeugd, VJ), il Dietse Meisjesscharen (DMS), la DJV e l'Istituto fiammingo per Danza e la Musica popolare (Instituut voor Vlaamsch Volksdans in volksmuziek, VIVO) per formare un nuovo movimento giovanile nazionalista: la Gioventù nazionale-socialista delle Fiandre (Nationaal Socialistische Jeugd Vlaanderen, NSJV). Nel dopoguerra, dopo aver trascorso diversi mesi in prigione per appartenenza alla Gioventù nazionale-socialista delle Fiandre (NSJV), Jaak van Haerenborgh, si dedicò alla politica nazionalista all'interno della Concentrazione fiamminga (Vlaamse Concentratie, VC) e poi nella Volksunie. Questo passaggio politico, tuttavia, non lo distanzia dalla sua ambizione di federare i vari movimenti giovanili di cui osservava le crescenti divisioni. Nonostante il suo potere di persuasione, i suoi sforzi per riunire i movimenti giovanili fiamminghi per formare un movimento giovanile fiammingo unito fallirono. Ha fondato l'Alleanza della gioventù nazionale-fiamminga, che ora è diventata l'unico movimento giovanile nazionalista nelle Fiandre.

### Oggi
Nel 2005, per fare tabula rasa del suo passato, il VNJ ha deciso di adottare una nuova missione, in quanto la struttura ideologica del 1960 non ha avuto abbastanza risonanza sull'attuale funzionamento del movimento. Un posizionamento più forte come movimento giovanile diventa la base rivendicata del VNJ.

## Posizioni ideologiche
Il VNJ si basa su tre concetti ideologici:
- L'affermazione fiamminga, la VNJ vuole che le Fiandre si evolvano verso l'indipendenza.
- Il concetto di nazione, il vero corpo dell'ideologia del VNJ. All'inizio l'idea di base era una progressiva unificazione di tutte le regioni di lingua olandese, ma oggi il VNJ si concentra principalmente sulle Fiandre e sulla sua rivendicazione nazionalista. Per il VNJ, le nazioni sovrane sono le basi dell'Europa.
- Un'associazione giovanile, che vuole trasmettere il nazionalismo ai suoi membri con le proprie risorse, vale a dire dal sentimento di appartenenza comunitaria attraverso il canto, la conoscenza delle "rune tedesche" e il "ricco passato fiammingo".

## Differenze dallo scautismo
Anche se i ragazzi e le ragazze del VNJ sembrano scout, il metodo VNJ presenta differenze significative rispetto al movimento scout. Le attività offerte ai bambini, sia nel divertimento che nell'educazione, sono intrise dei tre concetti ideologici su cui si basa il movimento. Il movimento scout, al contrario, propone un'educazione alla fratellanza mondiale ed è estraneo ad ogni ideologia politica. La base ideologica del VNJ non ne consente il riconoscimento come associazione scout secondo l'Organizzazione mondiale del movimento scout e può dunque essere definito solo come movimento giovanile.
Lo scautismo nelle Fiandre è rappresentato dalle associazioni FOS Open Scouting (FOS), Scouts en Gidsen Vlaanderen, Guides Catholiques de Belgique e Scouts et Guides Pluralistes de Belgique. Gli Scouts en Gidsen Vlaanderen hanno più di 72.000 iscritti.

### Abbigliamento, simboli e cultura fiamminga

#### Uniforme

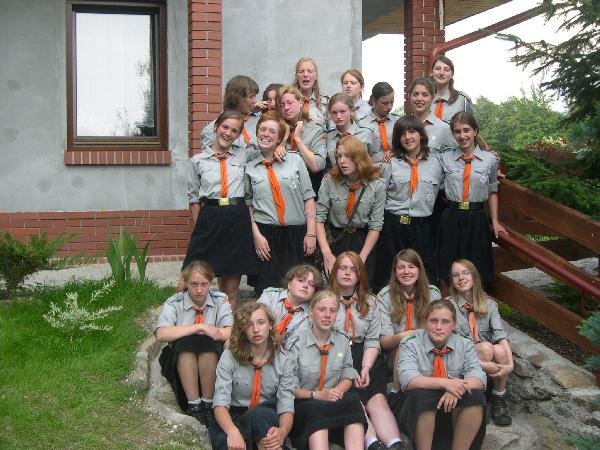
Gruppo di ragazze del Vlaams Nationaal Jeugdverbond in uniforme

I membri indossano un'uniforme grigia e nera con spalline accompagnate dalla sciarpa arancione del thiois. I ragazzi indossano pantaloncini neri e le ragazze una gonna nera. Le ragazze hanno sempre le calze bianche, i ragazzi indossano solo calze bianche in occasioni ufficiali, in altri periodi indossano calze grigie. Le calze sono rotolate sopra le caviglie. L'uniforme include una cintura nera con fibbia in ottone recante l'emblema del VNJ, un blauwvoet (vedi simboli).

#### Simboli
Il blauwvoet presente sulla fibbia della cintura rappresenta un uccello migratore con le zampe blu (il simbolo degli heelnederlander) e una spada. Gli Heelnederlanders chiedono la riunificazione dei Paesi Bassi storici riunendo gli attuali Paesi Bassi, il Belgio, il Lussemburgo e le Fiandre francesi.
I colori della divisa hanno un significato. L'arancione sottolinea l'attaccamento a Guglielmo d'Orange, nero simboleggia il legame con la patria (fiammingo) e il grigio era il colore dell'aristocrazia.

#### Trasmissione dell'ideologia nazionalista
L'ideologia nazionalista viene trasmessa ai bambini secondo i concetti fondanti del movimento: un movimento giovanile a sé stante, impregnato del nazionalismo fiammingo attraverso attività divertenti ed educative. Il VNJ fornisce questa introduzione ai suoi membri: Benvenuti nel sito internet dell'Alleanza della Gioventù nazionale-fiamminga (VNJ), il movimento giovanile nazionale fiammingo. Il VNJ offre ai giovani fiamminghi dall'età di sei anni l'opportunità di svilupparsi attraverso sport, giochi, istruzione, natura, cultura e vita all'aria aperta. Il VNJ ha diverse sezioni in diverse città e villaggi nelle Fiandre. Nell'intrattenimento e nell'educazione, i membri scoprono la ricchezza della storia fiamminga. Il VNJ è orientato al futuro e segue il percorso verso l'indipendenza della nazione fiamminga. Ma soprattutto, il VNJ è un movimento giovanile per giovani e anziani.

## Controversie sui collegamenti con l'estrema destra
Alcuni ex membri del VNJ si sono fatti notare nei movimenti di estrema destra e nazionalisti. È particolare il caso della cantante fiamminga Soetkin Collier il cui gruppo Urban Trad ha rappresentato il Belgio all'Eurovision Song Contest 2003. All'epoca la sicurezza di stato avvertiva il primo ministro, il ministro della giustizia e il ministro dell'audiovisivo, che era nota come "attivista di destra con una forte convinzione nel nazionalismo fiammingo". Il Comitato R riconosce il passato estremista di Soetkin Collier, ma deplora la divulgazione di questi dati personali di cui la signora Soetkin Collier non ha rappresentato una minaccia.
Nel 2004, è stato il turno dell'esercito a essere implicato da uno scandalo neonazista che lo coinvolse, tra le altre cose, un ex membro del VNJ. Secondo la giustizia, il gruppo neonazista intendeva compiere attentati volti a destabilizzare le strutture del Belgio. L'assassinio dei politici, Philip Dewinter di Vlaams Belang e Abu Jahjah dell'AEL, faceva parte dei piani.